# La race, les races. Mise au point d’ethnologie somatique
La race, les races. Mise au point d'ethnologie somatique  (französisch; etwa: Die Rasse, die Rassen. Mit dem Fokus auf somatischer Ethnologie) ist ein im Jahr 1933 bei Payot in Paris erschiedenes Buch des wissenschaftlichen Rassismus des französischen Arztes, Anthropologen und Ethnologen Schweizer Herkunft George Montandon (1879–1944), worin er eine  'Taxonomie der Rassen' aufstellt. Das Buch dieses Rassentheoretikers und Antisemiten steht im Verein mit solchen Vorgängern wie Versuch über die Ungleichheit der Menschenrassen (Arthur de Gobineau), L'Aryen. Son rôle social (Georges Vacher de Lapouge) oder Die Grundlagen des neunzehnten Jahrhunderts  (Houston Stewart Chamberlain).

## Einführung
George Montandon arbeitete als Ethnologe am Musée de l’Homme in Paris. Er war Professor für Ethnologie an der École d'anthropologie in Paris. Die Schrift erschien in Paris bei Payot im Jahr 1933 in der Reihe Bibliothèque scientifique („Wissenschaftliche Bibliothek“), in der auch andere Werke des Verfassers erschienen. Das Buch ist dem Gedächtnis von Georges Hervé (1855–1932) gewidmet, dem Inhaber des Lehrstuhls für Ethnologie der École d'anthropologie von 1891 bis 1930, Montandons Vorgänger.
In dem zweiteiligen Werk stellt Montandon eine Genealogie der menschlichen „Rassen“ vor und legt die fünf „Großrassen“ fest, nämlich Pygmoide, Negroide, Vedda-Australoide, Mongoloide und Europoide.
Montandon war Erforscher von Abessinien, Reisender in Arizona, humanitärer Delegierter in Sibirien und Autor zahlreicher wissenschaftlicher anthropologischer Werke. Er ist dafür bekannt, in Frankreich die Grundlagen für den „Ethno-Rassismus“ gelegt zu haben, indem er zur Verbreitung von antisemitischen, negrophoben und eugenischen Thesen beitrug. Dieser Freund von Louis-Ferdinand Céline ist dafür bekannt, dass er vor dem Zweiten Weltkrieg einer der wissenschaftlichen Bürgen des Rassismus war. Der französischen Historikerin Carole Reynaud-Paligot zufolge verkörpert Montandon nicht mehr und nicht weniger als den „radikalsten wissenschaftlichen Antisemitismus Ende der 1930er Jahre“.

### 'Taxonomie der Rassen'
In seinem Werk La Race, les races. Mise au point d'ethnologie somatique (1933) schlägt George Montandon eine „Taxonomie der Rassen“ vor, die die menschliche Spezies in fünf „Großrassen“ unterteilt, die ihrerseits in „Rassen“, dann in „Unterrassen“ und „somatische Gruppen“ unterteilt werden (französisch « grand'races »/ « races » / « sous-races » / « groupes somatiques »).
Dieses Werk schlägt eine Rassentypologie zoologischer und somatischer Natur vor, ähnlich wie die von Georges Vacher de Lapouge. Der Rassismus- und Antisemitismusforscher Pierre-André Taguieff schlägt vor, diese Form des Rassismus, bei der die Rasse anhand der somatischen Merkmale der Individuen und nicht anhand der biologischen Abstammung definiert wird, „Racialisme“ zu nennen.
Zur Definition von „Rasse“ schreibt Montandon: „Für Anthropologen bezeichnet das Wort Rasse eine Gruppe von Menschen, die ausschließlich durch ihre physischen, d. h. anatomischen und physiologischen Merkmale, mit anderen Worten durch ihre körperlichen Merkmale, miteinander verwandt sind.“ Die zeitgenössischen Juden beschreibt Montandon in erster Linie als „Ethnie, als soziale Vernunft, und keine einheitliche Rasse. Aber wo immer sie sich befinden, bilden sie somatische Gruppen, deren Individuen häufig unterscheidbar sind. Je nach Land sind diese somatischen Gruppen dieser oder jener anderen Rasse zuzuordnen […]“. Die Franzosen bezeichnet er nicht als Rasse, sondern als Ethnie: die '„französische Ethnie“'.

### Aufbau
- Grand-race pygmoïde / Pygmoide Oberrasse
  - Race stéatopygienne / Steatopygische Rasse
  - Race pygméenne / Pygmäen-Rasse
- Grand-race négroïde  / Negroide Oberrasse
  - Race tasmanienne / Tasmanische Rasse
  - Race papouasienne / Papua-Rasse
  - Race nigritienne (nègre) / Negerrasse
    - Sous-race nègre nilocharienne / Nilotisch-arische Neger-Unterrasse
    - Sous-race nègre sud-africaine / Südafrikanische Neger-Unterrasse
    - Sous-race nègre soudanienne / Sudanische Neger-Unterrasse

  - Race éthiopienne / Äthiopische Rasse
  - Race dravidienne / Dravidische Rasse
- Grand-race vedd-australoïde / Vedda-australoide Oberrasse
  - Race veddienne / Veddas-Rasse
  - Race australienne / Australische Rasse
- Grand-race mongoloïde / Mongolide Oberrasse
  - Race paléo-amérindienne / Paläo-amerindische Rasse
  - Race néo-amérindienne / Neo-amerindische Rasse
  - Race esquimienne / Eskimo-Rasse
  - Race paléo-sibérienne / Paläo-sibirische Rasse
  - Race mongolienne / Mongolische Rasse
    - Sous-race toungouzienne / Tungusische Unterrasse
    - Sous-race nord-mongolienne / Nordmongolische Unterrasse
      - Groupe somatique mongolique / Somatisch mongolische Gruppe
      - Groupe somatique coréen / Somatisch koreanische Gruppe
      - Groupe somatique ghiliak-aléoute / Somatisch Giljak-aleutische Gruppe
      - Groupe somatique saïano-samoyède / Somatisch Sajano-Samojeden Gruppe

    - Sous-race sinienne / Chinesische Unterrasse
    - Sous-race paréenne / Pareoan[8]-Unterrasse
      - Groupe somatique japonais / Somatisch japanische Gruppe

  - Race touranienne / Turanische Rasse
- Grand-race europoïde / Europide Oberrasse
  - Race laponienne / Lappländische Rasse
  - Race aïnienne / Ainu-Rasse
  - Race blonde / Blonde Rasse
    - Sous-race nordique / Nordische Unterrasse
    - Sous-race subnordique / Subnordische Unterrasse

  - Race alp-arménienne / Alpino-armenische Rasse
    - Sous-race alpine (celtique, cévénole, occidentale, alpo-carpathienne) Alpine (keltische, Cevennen-, westliche, alpino-karpatische) Unterrasse
    - Sous-race adriatique (dinarique, illyrienne) / Adriatische (dinarische, illyrische) Unterrasse
    - Sous-race anatolienne (eurasiatique, arménoïde, assyroïde) / Anatolische (eurasiatische, armenoide, assyroide) Unterrasse
    - Sous-race pamirienne (iranienne) / Pamir-, (iranische) Unterrasse

  - Race brune (méditerranéenne) / Braune (Mittelmeer-) Rasse
    - Sous-race ibéro-insulaire / Ibero-insulare Unterrasse
    - Sous-race berbère / Berber-Unterrasse
    - Sous-race arabe / Arabische Unterrasse
    - Sous-race indo-afghane / Indo-afghanische Unterrasse
    - Sous-race indonésienne / Indonesische Unterrasse
    - Sous-race malaise / Malaiische Unterrasse
    - Sous-race polynésienne / Polynesische Unterrasse

## Über Montandon
Der Ethnologe Jean Poirier (1921–2009) schreibt 1968 in Ethnologie Générale:

« Montandon contribua efficacement à répandre en France les thèses diffusionnistes qui s'opposèrent à certains excès de l'évolutionnisme. […] Montandon a été un excellent ethnographe et un des premiers à utiliser systématiquement les schémas de répartition géographique des différents faits culturels (une méthode qui exige un énorme travail analytique et à laquelle – peut-être pour cela – on n'a pas recours assez souvent aujourd'hui). »

„Montandon trug wirksam dazu bei, in Frankreich die diffusionistischen Thesen zu verbreiten, die sich gegen bestimmte Auswüchse des Evolutionismus wandten. […] Montandon war ein ausgezeichneter Ethnograph und einer der ersten, der systematisch Schemata zur geografischen Verteilung der verschiedenen kulturellen Fakten verwendete (eine Methode, die eine enorme analytische Arbeit erfordert und auf die – vielleicht gerade deshalb – heute nicht oft genug zurückgegriffen wird).“

## Ausgaben
- George Montandon: La race, les races. Mise au point d'ethnologie somatique. Payot, Paris 1933 (Digitalisat*)
  - Review von H. J. F., The Geographical Journal, April 1934, S. 341–342.